# Beth Allen
Elizabeth Grace Nell Allen (* 28. Mai 1984 in Auckland, Neuseeland) ist eine neuseeländische Schauspielerin.

## Film und Fernsehen
Mit der Schauspielerei begann sie bereits 1991.
1995 sammelte sie Schauspielerfahrungen, als sie in der Serie Wendy (Riding High) als Eva eine kleine Nebenrolle bekam. 1997 hatte sie die Rolle der jungen Julie in dem Horror-Film Die Dämonen des Mörders (The Ugly). 1998 folgten zwei weitere Nebenrollen, eine davon als Pilee/Vanessa in Xena – Die Kriegerprinzessin und eine in A Twist in the Tale.
Es folgte ihre erste Hauptrolle in der Serie Tell – im Kampf gegen Lord Xax (The Legend of William Tell). Von den Machern dieser Serie wurde ihr die Rolle der Amber in der Serie The Tribe angeboten, die bisher ihre erfolgreichste Rolle darstellt. Allerdings war sie wegen wichtiger Prüfungen verhindert, in der 2. Staffel mitzuwirken. Neben der Rolle der Anna in der zweiten Folge von Revelations, Julia Skakel in Murder in Greenwich (2002) und Ellie in der Treasure Island Kids-Trilogie (2004) hatte sie 2005 einen Auftritt in Power Rangers S.P.D. als Ally Samuels. 2007 spielt sie mit Dwayne Cameron eine Nebenrolle in Power Rangers Operation Overdrive. 2008 stieß sie zur Serie Shortland Street und spielt die Rolle der Dr. Brooke Freemann. Allen hat eine eigene Produktionsfirma namens "Royale Productions".

## Theater
Seit 2005 spielt Allen wieder Theater. Ihre erste Bühnenerfahrung sammelte sie in Pinocchio und Hairy Maclary. 
- 2004: Lovers (Titirangi Theatre)
- 2005: Billy Liar (Titirangi Theatre)
- 2007: Equus (Peach Theatre Company).
- 2008: The Feminin
- 2008: The eight
- 2009: Little Blond Hen
- 2009: Killer Joe
- 2010: The Sinful Monologues als Lilith

## Filmografie
- 1995: Wendy (Riding High, Fernsehserie, zwei Folgen)
- 1997: Die Dämonen des Mörders (The Ugly)
- 1998: Tell – im Kampf gegen Lord Xax (The Legend of William Tell, Fernsehserie, 16 Folgen)
- 1999: Xena – Die Kriegerprinzessin (Xena: Warrior Princess, Fernsehserie, eine Folge)
- 1999: A Twist in the Tale (Fernsehserie, eine Folge)
- 1999, 2001–2003: The Tribe – Eine Welt ohne Erwachsene (The Tribe, Fernsehserie, 161 Folgen)
- 2002: Revelations (Fernsehserie, eine Folge)
- 2002: Mord in Greenwich (Murder in Greenwich, Fernsehfilm)
- 2005: Outrageous Fortune (Fernsehserie, eine Folge)
- 2005: Power Rangers S.P.D. (Fernsehserie, drei Folgen)
- 2006: Treasure Island Kids-Trilogie
- 2007: Power Rangers Operation Overdrive (Fernsehserie, sechs Folgen)
- 2008–2013: Shortland Street (Fernsehserie, 446 Folgen)